# Akira Tozawa
Akira Tozawa (戸澤 陽?, Tozawa Akira; Nishinomiya, 22 luglio 1985) è un wrestler giapponese sotto contratto con la WWE.
In carriera ha detenuto una volta il Cruiserweight Championship e sedici volte il 24/7 Championship.

## Carriera

### WWE (2016–presente)

#### Cruiserweight Classic (2016)
Il 31 marzo 2016 annunciò di partecipare al torneo indetto dalla WWE, il Cruiserweight Classic, valevole per l'assegnazione del WWE Cruiserweight Championship nella finale. Il 23 giugno affrontò e sconfisse Kenneth Johnson nei sedicesimi di finale, mentre negli ottavi del 14 luglio sconfisse Jack Gallagher. Nei quarti, il 26 agosto, però, venne sconfitto ed eliminato da Gran Metalik.

#### Rawe205 Live(2016–2018)
Il 5 settembre 2016, nonostante la sconfitta nel torneo Cruiserweight Classic, entrò a far parte della divisione dei pesi leggeri del roster di Raw. La sua prima apparizione avvenne il 29 novembre 2016, durante la prima puntata dello show dedicato interamente alla divisione dei pesi leggeri, 205 Live. Il 28 dicembre, ad NXT, Tozawa e Tajiri vennero sconfitti dai #DIY fallendo l'assalto all'NXT Tag Team Championship di questi ultimi. Il debutto ufficiale di Akira Tozawa, però, avvenne nella puntata di 205 Live del 31 gennaio 2017 dove sconfisse Aaron Solo, stabilendosi come face. Tozawa fece inoltre il suo debutto a Raw il 6 febbraio sconfiggendo Drew Gulak. Il 5 marzo, nel Kick-off di Fastlane, Tozawa e Rich Swann sconfissero The Brian Kendrick e Noam Dar. Nella puntata di 205 Live del 14 marzo Akira partecipò ad Fatal 5-Way Elimination match che comprendeva anche Austin Aries, The Brian Kendrick, TJ Perkins e Tony Nese per determinare il contendente n°1 al Cruiserweight Championship di Neville a WrestleMania 33 ma venne eliminato. Nella puntata di 205 Live del 23 maggio Akira sconfisse The Brian Kendrick in uno Street Fight terminando una lunga faida con quest'ultimo. Dopo essersi alleato con Titus O'Neil, il 9 luglio, nel Kick-off di Great Balls of Fire, Akira affrontò Neville per il Cruiserweight Championship ma venne sconfitto, fallendo l'assalto al titolo. Nella puntata di 205 Live del 1º agosto Akira sconfisse Ariya Daivari, guadagnando l'accesso ad un match per il Cruiserweight Championship di Neville a SummerSlam. Nella puntata di Raw del 14 agosto Tozawa sconfisse Neville, conquistando così il Cruiserweight Championship per la prima volta. Tuttavia il 20 agosto, nel Kick-off di SummerSlam, Tozawa perse il titolo contro Neville dopo soli sei giorni di regno. Nella puntata di 205 Live del 22 agosto Tozawa affrontò nuovamente Neville per il Cruiserweight Championship ma perse nuovamente. Nella puntata di Raw del 27 novembre Tozawa partecipò ad un Fatal 4-Way match che includeva anche Ariya Daivari, Noam Dar e Rich Swann per determinare uno dei due sfidanti che si sarebbero affrontati per determinare il nuovo contendente n°1 al Cruiserweight Championship di Enzo Amore ma il match venne vinto da Swann. Nella puntata di 205 Live del 13 febbraio Tozawa venne sconfitto da Mark Andrews negli ottavi di finale di un torneo per la riassegnazione del Cruiserweight Championship. Nella puntata di 205 Live del 27 marzo Tozawa partecipò ad un Fatal 4-Way match che comprendeva anche Buddy Murphy, Kalisto e TJP con in palio una futura opportunità titolata al Cruiserweight Championship ma il match venne vinto da Murphy.

#### Opportunità titolate (2018–2019)
Nella puntata di 205 Live del 2 gennaio 2019 Tozawa sconfisse Drew Gulak, guadagnando l'accesso al Fatal 4-Way match per il Cruiserweight Championship alla Royal Rumble. Il 27 gennaio, nel Kick-off della Royal Rumble, Tozawa partecipò ad un Fatal 4-Way match per il Cruiserweight Championship che comprendeva anche il campione Buddy Murphy, Hideo Itami e Kalisto ma il match venne vinto da Murphy. Nella puntata di 205 Live del 5 febbraio Tozawa vinse un Fatal 4-Way Elimination match che comprendeva anche Cedric Alexander, Humberto Carrillo e Lio Rush, diventando il contendente n°1 al Cruiserweight Championship di Buddy Murphy. Il 17 febbraio, nel Kick-off di Elimination Chamber, Tozawa affrontò Murphy per il Cruiserweight Championship ma venne sconfitto. Nella puntata di 205 Live del 5 marzo Tozawa perse contro Cedric Alexander nei quarti di finale di un torneo per determinare lo sfidante di Buddy Murphy per il Cruiserweight Championship a WrestleMania 35. Nella puntata di 205 Live del 16 aprile Tozawa partecipò ad un Fatal 4-Way match che comprendeva anche Ariya Daivari, Gran Metalik e Mike Kanellis per determinare il contendente n°1 al Cruiserweight Championship di Tony Nese ma il match venne vinto da Daivari. Nella puntata di 205 Live del 21 maggio Tozawa vinse un Fatal 5-Way match che includeva anche Ariya Daivari, The Brian Kendrick, Mike Kanellis e Oney Lorcan, diventando il contendente n°1 al Cruiserweight Championship di Tony Nese. Il 23 giugno, nel Kick-off di Stomping Grounds, Tozawa prese parte ad un Triple Threat match per il titolo dei pesi leggeri di Tony Nese che comprendeva anche Drew Gulak ma il match venne vinto da quest'ultimo. Nella puntata di 205 Live del 25 giugno Tozawa venne poi sconfitto da Tony Nese in un match per determinare il contendente n°1 al Cruiserweight Championship di Drew Gulak. Il 13 luglio, a Evolve 131 (un evento organizzato con la partecipazione della WWE, della Evolve e della WWN), Tozawa affrontò Adam Cole per l'NXT Championship ma venne sconfitto. Nella puntata di 205 Live del 6 agosto Tozawa partecipò ad una Six-Pack Challenge che comprendeva anche Ariya Daivari, Gentleman Jack Gallagher, Kalisto, Oney Lorcan e Tony Nese per determinare il contendente n°1 al Cruiserweight Championship di Drew Gulak ma il match venne vinto da Lorcan.

#### Varie faide (2019–2020)
Nella puntata di Raw del 14 ottobre 2019, per effetto del Draft, Tozawa passò al roster di Raw. Il 31 ottobre, a Crown Jewel, Tozawa partecipò ad una Battle Royal per determinare lo sfidante di AJ Styles per lo United States Championship più avanti nella serata ma venne eliminato da Luke Harper. Il 24 novembre, nel Kick-off di Survivor Series, Tozawa partecipò ad un Triple Threat match per l'NXT Cruiserweight Championship che comprendeva anche il campione Lio Rush e Kalisto ma l'incontro venne vinto da Rush. Nella puntata di NXT del 27 novembre Tozawa affrontò Lio Rush per l'NXT Cruiserweight Championship ma venne sconfitto. Nella puntata di Raw del 16 dicembre Tozawa partecipò ad un Gauntlet match per determinare il contendente n°1 allo United States Championship ma, dopo aver eliminato R-Truth, venne eliminato da Ricochet. Il 23 dicembre, a New York, Tozawa schienò R-Truth conquistando il 24/7 Championship per la prima volta, ma lo perse poco dopo contro Santa Claus. Nella puntata di NXT del 15 aprile Tozawa sconfisse Isaiah "Swerve" Scott nel primo turno del torneo per determinare il nuovo detentore ad interim dell'NXT Cruiserweight Championship. Nella puntata di Raw del 4 maggio Tozawa partecipò ad un Gauntlet match di qualificazione al Money in the Bank Ladder match ma venne eliminato da Bobby Lashley. Nella puntata di NXT del 6 maggio Tozawa sconfisse Gentleman Jack Gallagher nel secondo turno del torneo per l'NXT Cruiserweight Championship. Nella puntata di NXT del 20 maggio Tozawa venne sconfitto da El Hijo del Fantasma nell'ultimo turno del torneo, non riuscendosi a qualificare per la finale.

#### Leader dei ninja e 24/7 Champion (2020–2022)
Il 14 giugno 2020, a Backlash, apparve, come heel, come capo di un gruppo di ninja per attaccare i Raw Tag Team Champions, gli Street Profits, e i Viking Raiders. Nella puntata di Raw del 22 giugno sconfisse R-Truth (grazie all'aiuto di Bobby Lashley) conquistando il 24/7 Championship per la seconda volta. Nella puntata di Raw del 29 giugno perse poi il 24/7 Championship contro R-Truth. Nella puntata di Raw del 3 agosto riconquistò per la terza volta il titolo 24/7 sconfiggendo il campione Shelton Benjamin in un Triple Threat match che comprendeva anche R-Truth; poco dopo, venne schienato da un ninja che si rivelò essere lo stesso R-Truth sulla rampa, perdendo di conseguenza il titolo. Nella puntata di Raw del 17 agosto affrontò Cedric Alexander per il titolo 24/7 ma venne sconfitto. Nella puntata di Raw del 24 agosto conquistò ancora una volta, la quarta, il titolo 24/7 in un Fatal 4-Way match che comprendeva anche il campione Shelton Benjamin, Cedric Alexander e R-Truth. Nella puntata di Raw del 31 agosto perse il titolo venendo schienato da R-Truth nel parcheggio dell'arena. Nella puntata di Raw del 28 settembre partecipò ad un Triple Threat match per il 24/7 Championship che comprendeva anche il campione R-Truth e Drew Gulak ma il match venne vinto dal primo; poco dopo, nel backstage, ingannando R-Truth, lo schienò ottenendo la cintura 24/7 per la quinta volta, perdendola poco dopo contro Gulak. Nella puntata di Raw del 9 novembre riconquistò il 24/7 Championship per la sesta volta schienando R-Truth ma perdendolo poco dopo contro Erik. Il 22 novembre, nel Kick-off di Survivor Series, Tozawa vinse per la settima volta il 24/7 Championship schienando The Gobbledy Gooker, ma ha perse poco dopo la cintura contro R-Truth. Nella puntata di Raw del 15 febbraio 2021 schienò R-Truth nel backstage per vincere l'ottava volta il 24/7 Championship, ma perse la cintura pochi secondi dopo a favore di Bad Bunny dopo che Damian Priest aveva attaccato il giapponese. Nella puntata di SmackDown del 9 aprile 2021 partecipò all'André the Giant Memorial Battle Royal ma venne eliminato da Cedric Alexander e Shelton Benjamin. In seguito, riconquistò altre tre volte il titolo 24/7, per in totale di undici complessive. Il 2 agosto, a Raw, affrontò Reggie per il 24/7 Championship ma venne sconfitto. La stessa scena si ripeté anche due mesi dopo, nella puntata del 6 settembre, dove venne nuovamente sconfitto da Reggie in un match titolato. Nella puntata di Raw del 3 gennaio Tozawa e Tamina affrontarono Dana Brooke e Reggie in un Mixed Tag Team match valevole per il 24/7 Championship di Dana ma il match venne vinto da questa e Reggie. Nella puntata di SmackDown del 1º aprile prese parte all'annuale André the Giant Memorial Battle Royal ma venne eliminato.
Tornò dopo una lunga assenza nella puntata di Raw del 14 novembre dove dapprima sconfisse Baron Corbin a poker e poi venne da questi sconfitto. La settimana dopo, a Raw, tornò con il suo ring attire originale distraendo Corbin e JBL causando la sconfitta del primo contro Drew McIntyre. Nella puntata di Raw del 15 maggio partecipò ad una battle royal per determinare il nuovo sfidante di Gunther per l'Intercontinental Championship ma venne eliminato da Baron Corbin. Nella puntata di NXT Level Up del 1º settembre prese parte all'NXT Global Heritage Invitational venendo sconfitto da Duke Hudson nel primo turno e poi da Joe Coffey nel secondo, sempre ad NXT Level Up una settimana dopo, venendo poi sconfitto anche da Nathan Frazer nel terzo turno, il 12 settembre ad NXT, non riuscendo a qualificarsi.

#### Alpha Academy (2023–presente)
Nella puntata di Raw del 23 ottobre si unì all'Alpha Academy durante un segmento nel backstage; quella stessa sera venne sconfitto da Bronson Reed. Nella puntata di NXT del 7 novembre affrontò Noam Dar per l'NXT Heritage Cup in un british rounds rules match ma venne sconfitto per 2-1. Il 27 novembre, a Raw, Tozawa e Otis presero parte ad un tag team turmoil match per determinare i nuovi sfidanti all'Undisputed WWE Tag Team Championship ma vennero eliminati dai #DIY.
Nel prima parte del 2024, Chad Gable, il leader del gruppo divenne Heel dopo non essere riuscito a vincere il WWE Intercontinental Championship. Inizio a trattare male i suoi compagni, in particolare Tozawa, per questo il gruppo decide di voltare le spalle a Gable cacciandolo dalla Alpha Academy. Il gruppo capitanato da Otis ha iniziato fare faide tra cui il Final Testament di Karrion Kross e gli American Made del ex Gable.
Tozawa venne chiamato a partecipare alla Royal Rumble 2025 come concorrente numero 8, ma mentre entrava sul ring venne taccato da Carmelo Hayes e il lottatore nipponico fu sostituito da IShowSpeed.

## Altri media
Akira Tozawa ha fatto la sua prima apparizione in un videogioco della WWE nel 2017, in WWE 2K18.

## Personaggio

### Mosse finali
- Ankle lock – dal 2023
- Bridging snap German suplex – 2017

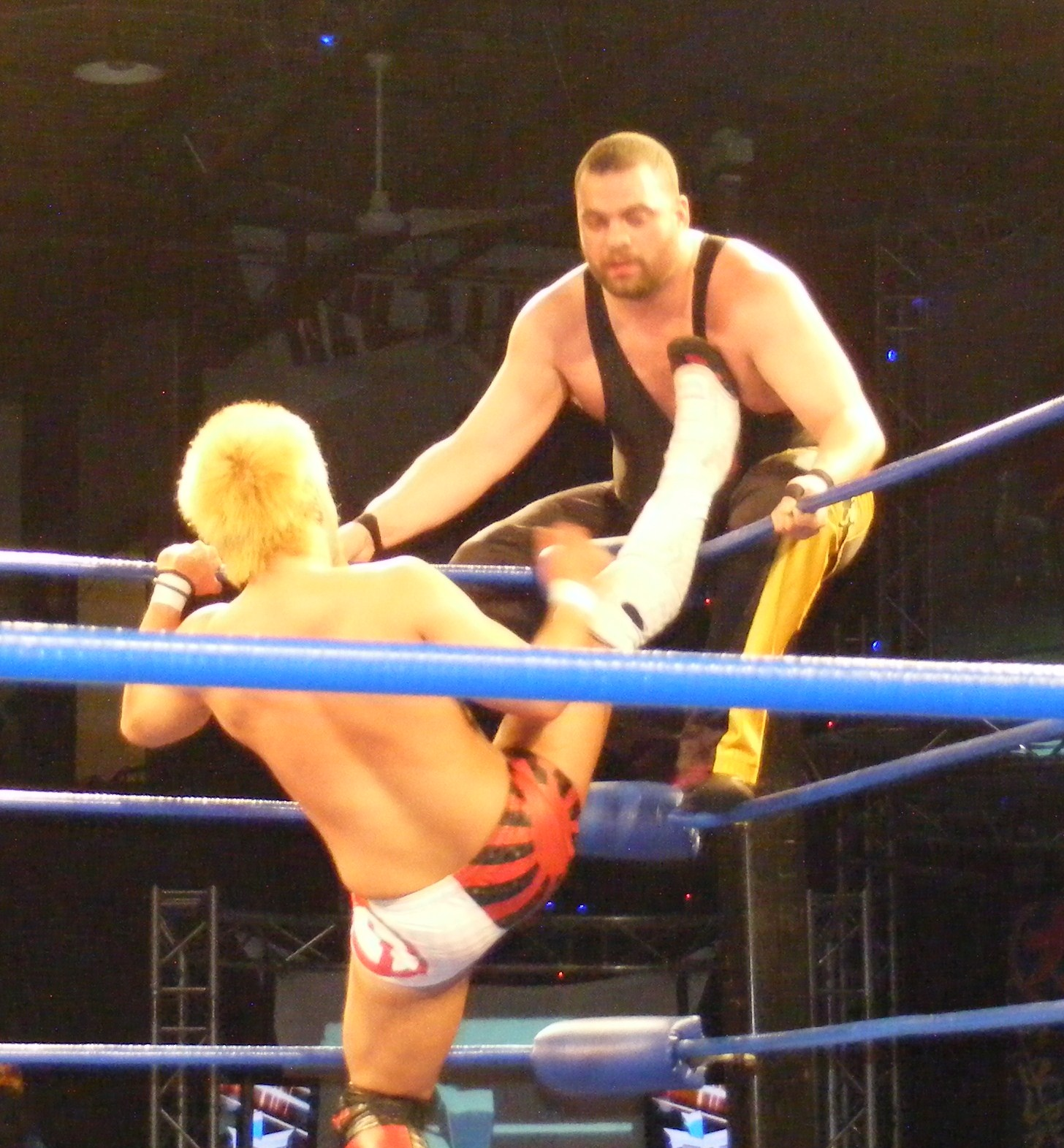
Akira Tozawa mentre esegue un Bicycle kick su Eddie Kingston

- Deadlift bridging delayed German suplex – 2017
- Diving senton – 2017–presente
- Shining wizard – 2017; usata in seguito come mossa caratteristica
- Tozawa Driver 2007 (Sitout suplex slam)

### Soprannomi
- "Big Over"
- "Mr. High Tension"
- "The Ninja Master"
- "The Stamina Monster"
- "Sun of the Ring"

## Titoli e riconoscimenti
- Anarchy Championship Wrestling
  - ACW U–30 Young Gun Championship (1)
- Dragon Gate
  - Open the Brave Gate Championship (1)
  - Open the Owarai Gate Championship (1)
  - Open the Twin Gate Championship (3) – con BxB Hulk (2) e Shingo Takagi (1)
  - Open the Triangle Gate Championship (2) – con BxB Hulk e Naoki Tanisaki (1) e Masato Yoshino e T-Hawk (1)
  - Summer Adventure Tag League (2011) – con BxB Hulk
  - Summer Adventure Tag League (2012) – con BxB Hulk e Naoki Tanisaki
- Pro Wrestling Illustrated
  - 92º tra i 500 migliori wrestler singoli nella PWI 500 (2018)
- WWE
  - WWE 24/7 Championship (16)[15]
  - WWE Cruiserweight Championship (1)
  - NXT North American Championship Invitational (2018)